# Labioporella
Labioporella is een mosdiertjesgeslacht uit de familie van de Steginoporellidae en de orde Cheilostomatida. De wetenschappelijke naam ervan is in 1926 voor het eerst geldig gepubliceerd door Sidney Frederic Harmer.

## Soorten
- Labioporella bimamillata (MacGillivray, 1885)
- Labioporella bursaria (MacGillivray, 1887)
- Labioporella calypsonis Cook, 1964
- Labioporella cornuta Harmer, 1926
- Labioporella crenulata (Levinsen, 1909)
- Labioporella dipla Marcus, 1949
- Labioporella dumonti (Canu & Bassler, 1928)
- Labioporella granulosa (Canu & Bassler, 1928)
- Labioporella howensis (Maplestone, 1905)
- Labioporella rhomboidalis Mawatari, 1952
- Labioporella sinuosa Osburn, 1940
- Labioporella spatulata Harmer, 1926
- Labioporella thornelyae Harmer, 1926
- Labioporella tuberculata Winston, Vieira & Woollacott, 2014

Niet geaccepteerde soorten:
- Labioporella adeliense Livingstone, 1928 → Chondriovelum adeliense (Livingstone, 1928)
- Labioporella creulata → Labioporella crenulata (Levinsen, 1909)